# Pierre Weill (journaliste)
Pour les articles homonymes, voir Weill et Pierre Weill.
Pierre Weill, né le 14 août 1951, est un journaliste français de radio. Il a travaillé à la rédaction de France Inter entre 1979 et 2021.

## Biographie

### Jeunesse et études
Pierre Weill est né le 14 août 1951 à Mulhouse dans le quartier du Hasenrain. Il habite à Mulhouse et grandit au quartier des Coteaux. Il intègre l'Institut d'études politiques de Strasbourg en 1969.

### Parcours professionnel
Il entame en 1972 sa carrière de journaliste avec un contrat d’animateur remplaçant chez Europe 1. Il y reste deux ans avant de rejoindre RMC, où il anime une émission musicale, Motus. Il entre à la rédaction de France Inter en 1979, au service étranger à partir de 1986.
Pierre Weill est correspondant de Radio-France à Jérusalem pendant 13 ans entre 1990 et 2002.
À son retour à Paris en 2002, il présente l'émission culturelle Résonance (en semaine de 18 h 15 à 19 h).
De mars 2006 à septembre 2006, il assure la présentation du 7/9 de France Inter en remplacement de Stéphane Paoli, malade. Il présente aussi le 7/9 du week-end de septembre 2005 jusqu'en juin 2007. D'octobre 2007 à juin 2008, il anime le 18/20 le dimanche, puis l'émission C'est demain la veille.
De septembre 2010 à juin 2012, il anime l'émission de politique internationale Partout ailleurs le vendredi à 19h20 et assure les remplacements d'Alain Bédouet à la présentation de l'émission Le téléphone sonne, dont il devient présentateur titulaire à partir de la rentrée 2012 et ce jusqu'à l'été 2014 et son remplacement par Hélène Jouan.
À compter de septembre 2014, il est rédacteur en chef du 7/9 du week-end, et intervient aux côtés de Patricia Martin pour l'interview politique de 8 h 20. Il reste remplaçant à la présentation du 7/9 et du Téléphone sonne.
Depuis le début de la saison 2017-2018, il n'est plus de manière permanente à l'antenne. Il remplace le plus souvent Fabienne Sintes au 18/20, Éric Delvaux au Six neuf du week-end, ou encore Sébastien Paour au journal de 19h.
À l'issue du 6/9 du week-end du 23 mai 2021, il annonce partir en retraite. Il présente son dernier journal le lendemain, le 24 mai 2021 à 19h.